# Milo Garrett Burcham
Milo Garrett Burcham, född 24 maj 1903 i Cadiz i Indiana, död 20 oktober 1944 i Burbank i Kalifornien, var en amerikansk flygare.
Burcham växte upp i Whittier Kalifornien. Hans flygintresse väcktes tidigt och för att kunna finansiera sin flygutbildning tillverkade han tjuvlarm. Han fick sin flygutbildning vid O'Donnell School of Aviation i Long Beach, hans naturliga förmåga att framföra flygplan uppmärksammades av hans flyglärare och när han var klar med sitt certifikatprov erbjöds han anställning vid skolan som flyglärare.
1933 satte Burcham och löjtnant Tito Falconi från Italienska flygvapnet världsrekordet i inventerad flygning med en flygning på 4 timmar 5 minuter och 22 sekunder. Rekordet stod sig fram till 24 juli 1991 när Joann Osterud flög inverterat i 4 timmar 38 minuter och 10 sekunder. Burcham deltog 1936 i World's Aerobatic Championship i Los Angeles med en Boeing 100.
Han anställdes 1941 som provflygare vid Lockheed och tillbringade ett år i andra världskrigets England som Lockheeds chefspilot och instruktör. Efter att han återkom till USA blev han testpilot och genomförde som copilot de första testflygningarna med passagerarflygplanet Lockheed Constellation 8 januari 1943. I januari 1944 genomförde han en flyguppvisning med jetprovflygplanet XP-80 Shooting Star för en förvånad publik vid Muroc Army Air Base (nuvarande Edwards AFB).   
Han omkom 20 oktober 1944 medan han provflög det tredje serietillverkade Lockheed Shooting Star, motorn exploderade vid starten från Lockheed Air Terminal i Burbank.